# Mario Del Monaco
Mario Del Monaco (Florència, (Toscana), 27 de juliol de 1915 - Mestre (Venècia), 16 d'octubre de 1982), fou un tenor d'òpera italià.
Del Monaco va néixer a Florència, en una família musical de classe alta, d'un pare napolità i d'una mare d'ascendència siciliana. De jove va estudiar violí però tenia passió pel cant. Es va graduar al Conservatori Rossini de Pesaro, on va conèixer i cantar per primera vegada amb Renata Tebaldi, amb qui formaria una mena d'equip de somni operístic dels anys cinquanta. Els seus primers mentors com a cantant van incloure Arturo Melocchi, el seu professor a Pesaro, i Cherubino Raffaelli, que va reconèixer el seu talent i va ajudar a llançar la seva carrera.
Aquesta carrera va començar de debò amb el debut de Del Monaco el 31 de desembre de 1940 com Pinkerton al Teatre Puccini de Milà. La seva aparició inicial en una òpera s'havia produït l'any anterior, però, a la Cavalleria rusticana de Mascagni a Pesaro. Va cantar a Itàlia durant la Segona Guerra Mundial i es va casar, el 1941, amb Rina Filipini. El 1946, va aparèixer per primera vegada a la Royal Opera House de Londres, Covent Garden. Durant els anys següents es va fer famós no només a Londres sinó també a tot el món operístic per la seva veu poderosa i l'estil d'actuació heroic. Va tenir un abast gairebé semblant a un altre, però Del Monaco no era wagnerià, i limitava les seves activitats de manera aclaparadora al repertori italià. Va cantar Wagner en concerts, de Lohengrin i Die Walküre.
Del Monaco va cantar a l'Òpera Metropolitana de Nova York des de 1951 fins a 1959, gaudint d'un èxit particular en peces dramàtiques de Verdi com Radamès. Aviat es va establir com una de les quatre superestrelles del tenor italians que van assolir el cim de la seva fama als anys 50 i 60, els altres van ser Giuseppe Di Stefano, Carlo Bergonzi i Franco Corelli. Els papers característics de Del Monaco durant aquest període van ser Andrea Chénier de Giordano i Otello de Verdi. Va abordar per primera vegada Otello l'any 1950 i va anar perfeccionant la seva interpretació al llarg de la seva carrera. Es diu que va cantar Otello 427 vegades. Tanmateix, el llibre publicat per Elisabetta Romagnolo, Mario Del Monaco, Monumentum aere perennius, (Azzali 2002), enumera només 218 aparicions d'aquest com a Otello, que és una quantitat més realista. Va ser enterrat amb el seu vestit d'Otello. Tot i que Otello va ser el seu millor paper, al llarg de la seva carrera, Del Monaco va interpretar una sèrie d'altres papers amb gran èxit, per exemple: Canio a Pagliacci Leoncavallo, Radames a Aïda (Verdi), Don Jose a Carmen de Bizet, Chenier a Andrea Chénier Giordano, Manrico a Il trovatore (Verdi), Samson a Samson and Delilah Saint-Saëns, i Don Alvaro a La forza del destino (Verdi).
Del Monaco va fer els seus primers enregistraments a Milà el 1948 per a HMV. Més tard, va ser acompanyat de Renata Tebaldi en una llarga sèrie d'òperes de Verdi i Puccini gravades per a Decca. En el mateix segell hi havia el seu enregistrament de 1969 de Fedora de Giordano, al costat de Magda Olivero i Tito Gobbi.
La seva veu sonora i l'aspecte viril li van valer el sobrenom de "Toro de metall de Milà".

La soprano Magda Olivero va assenyalar en una entrevista amb Stefan Zucker que:
| « | Quan Del Monaco i jo vam cantar junts Francesca da Rimini a La Scala [el 1959] em va explicar tota la seva tècnica vocal. Quan va acabar li vaig dir: "Estimat Del Monaco, si hagués de posar en pràctica totes les coses que m'has dit, deixaria de cantar de seguida i desapareixeria". La tècnica era tan complicada: empenyes la laringe cap avall, després empenyes això cap amunt, després fas això; en resum, em va fer girar el cap només per escoltar tot el que va fer. | » |

 El 1975 es va retirar dels escenaris. Va morir a Mestre com a conseqüència d'una nefritis.
El seu fill Giancarlo Del Monaco és director d'òpera i director de teatre; la seva neboda Donella Del Monaco, soprano, és la cantant de l'Opus Avantra.